# Sterrofustia
Ordre
Les Sterrofustia forment un ordre de mollusques aplacophores.

## Liste des familles et genres
- Herteroherpiidae Salvini-Plawen, 1978
  - Heteroherpia Salvini-Plawen, 1978
- Imeroherpiidae Salvini-Plawen, 1978
  - Imeroherpia Salvini-Plawen, 1978
- Phyllomeniidae Salvini-Plawen, 1978
  - Phyllomenia Thiele, 1913
  - Harpagoherpia Salvini-Plawen, 1978
  - Lituiherpia Salvini-Plawen, 1978
  - Ocheyoherpia Salvini-Plawen, 1978

## Référence
- von Salvini-Plawen, 1978 : Antarktische und subantarktische Solenogastres. Eine Monographie: 1898-1974. Zoologica (Stuttgart), 128 pp 1-155.